# Це було у розвідці
«Це було у розвідці» (рос. «Это было в разведке») — радянський художній фільм 1968 року, знятий на Кіностудії ім. М. Горького.

## Сюжет
Фільм створений на основі справжніх подій з бойової біографії розвідника Олександра Колесникова, розшуканого письменником С. С. Смирновим в рамках його розшуків невідомих героїв Великої Вітчизняної війни. Юний Саша, як і герой фільму Вася Колосов, втік зі своїм другом в 1943 році на фронт. На відміну від прототипу, герой фільму — сирота. В ешелоні Вася знайомиться з сержантом Філіпповим, який проявив участь до долі хлопчини. Сержант його привозить в танкову частину. Щоб уникнути клопотів, пов'язаних з появою хлопчика, командир наказує відправити хлопця в тил. Але Вася втікає від поводирів і навіть примудряється в лісі виявити німецького парашутиста. Отримавши медаль «За відвагу» за участь в затриманні офіцера люфтваффе, Василь стає своїм для розвідників. Попереду нові події: виконання розвідувальних завдань, поранення, полон і драматичний порятунок.

## У ролях
- Віктор Жуков —  Вася Колосов
- Віктор Філіппов —  Єгоров
- Володимир Грамматиков —  розвідник Марфутенко
- Валерій Малишев —  старший лейтенант Панов
- Сергій Пожарський —  лейтенант Головін
- Наталія Величко —  Ольга
- Леонід Реутов —  Рахімов
- Віктор Шахов —  Брусникин
- Станіслав Симонов —  Пирогов
- Шавкат Газієв —  Бердиєв
- Віктор Задубровський —  Ковальчук
- Валерій Кузьмін —  Брагін
- Леонід Платонов —  Самсонов
- Євген Євстигнєєв —  фотограф
- Микола Волков —  підполковник
- Вадим Захарченко —  льотчик, старший лейтенант
- Володимир Смирнов —  льотчик
- Борис Юрченко —  епізод
- Віталій Копилов —  епізод

## Знімальна група
- Режисер: Лев Мирський
- Сценарист: Вадим Трунін
- Оператор: Віталій Гришин
- Художник-постановник:  Марк Горелик
- Композитор: Леонід Афанасьєв
- Текст пісень: Леонід Куксо
- Звукорежисер: Керім Аміров
- Виконавець пісні: Віктор Максименко